# Biskupi warszawscy i bielscy (prawosławni)
Biskupi ordynariusze i wikariusze warszawskiej diecezji prawosławnej.
Ordynariusze:
Rosyjska Cerkiew Prawosławna
- 1834–1840 – bp Antoni (Rafalski), wikariusz eparchii wołyńskiej
- 1840–1843 – bp Antoni (Rafalski), warszawski i nowogeorgijewski
- 1843–1848 – bp Nikanor (Klemientjewski), warszawski i nowogeorgijewski (jednocześnie wołyński i żytomierski)
- 1848–1860 – bp Arseniusz (Moskwin), warszawski i nowogeorgijewski
- 1860–1875 – abp Joannicjusz (Gorski), warszawski i nowogeorgijewski
- 1875–1891 – abp Leoncjusz (Lebiedinski), chełmski i warszawski
- 1891–1898 – abp Flawian (Gorodiecki), chełmski i warszawski
- 1898–1905 – abp Hieronim (Ekziemplarski), chełmski i warszawski
- 1905–1908 – abp Nikanor (Kamienski), warszawski i nadwiślański
- 1908–1915 – abp Nikołaj (Ziorow), warszawski i nadwiślański, ewakuowany w 1915
- 1917–1918 – bp Joazaf (Kallistow), biskup dymitrowski, tymczasowo zarządzający eparchiami moskiewską i warszawską
- 1918–1921 – bp Włodzimierz (Tichonicki), białostocki, wikariusz eparchii grodzieńskiej, tymczasowo zarządzający eparchią warszawską
- 1921–1922 – abp Serafin (Cziczagow), metropolita warszawski i nadwiślański, nie objął katedry

Polski Autokefaliczny Kościół Prawosławny
- 1921–1923 – abp Jerzy (Jaroszewski), metropolita warszawski i całej Polski
- 1923–1948 – abp Dionizy (Waledyński), metropolita warszawski i całej Polski
- 1951–1959 – abp Makary (Oksijuk), metropolita warszawski i całej Polski
- 1961–1962 – abp Tymoteusz (Szretter), metropolita warszawski i całej Polski
- 1965–1969 – abp Stefan (Rudyk), metropolita warszawski i całej Polski
- 1970–1998 – abp Bazyli (Doroszkiewicz), metropolita warszawski i całej Polski
- od 1998 – abp Sawa (Hrycuniak), metropolita warszawski i całej Polski

Wikariusze:
Rosyjska Cerkiew Prawosławna
- 1875–1878 – bp Marceli (Popiel), lubelski
- 1878–1885 – bp Modest (Strilbyćkyj), lubelski
- 1885–1891 – bp Flawian (Gorodiecki), lubelski
- 1892–1896 – bp Gedeon (Pokrowski), lubelski
- 1897–1898 – bp Tichon (Bieławin), lubelski
- 1898–1902 – bp German (Iwanow), lubelski
- 1903–1905 – bp Eulogiusz (Gieorgijewski), lubelski
- 1912–1917 – bp Joazaf (Kallistow), nowogeorgijewski
- 1922 – bp Aleksander (Inoziemcow), lubelski

Polski Autokefaliczny Kościół Prawosławny
- 1933–1937 – bp Sawa (Sowietow), lubelski
- 1938–1944 – bp Tymoteusz (Szretter), lubelski
- 1979–1981 – bp Szymon (Romańczuk), lubelski
- 1983 – bp Adam (Dubec), lubelski
- 1983 – bp Jeremiasz (Anchimiuk), bielski
- 1998–2010 – abp Miron (Chodakowski), hajnowski (ordynariusz polowy Wojska Polskiego)
- 1998–2008 i od 2017 – bp (od 2017 abp) Grzegorz (Charkiewicz), bielski
- 2007–2017 – bp Jerzy (Pańkowski), siemiatycki (ordynariusz polowy Wojska Polskiego)